# لسکوویتسا (بابوشنیتسا)
لسکوویتسا (به صربی: Leskovica) یک منطقهٔ مسکونی در صربستان است که در Opština Babušnica واقع شده‌است. لسکوویتسا ۳۱ نفر جمعیت دارد.